# Drusus carpathicus
Drusus carpathicus – gatunek chruścika z rodziny bagiennikowatych (Limnephilidae). Krenofil lub krenobiont związany ze źródłami helokrenowymi, hypokrenalem i epirhitralem. Larwy dochodzące do wielkości ok. 1 cm budują domki z ziaren piasku.
Gatunek został opisany przez polskiego entomologa Józefa Dziędzielewicza w 1911 roku, na podstawie imagines złowionych w Czarnohorze w Karpatach Wschodnich. Owady dorosłe złowione przez Dziędzielewicza trzymały się źródlisk w strefie kosodrzewiny, biegały po śniegu w miejscach silnie nasłonecznionych, w okresie od połowy maja do połowy czerwca na wysokości od 1300 do 1600 m n.p.m. W latach 50. XX wieku gatunek ten został złowiony na terenie Bukowiny (Rumunia) i uznano go za endemit wschodniokarpacki. Nieco później, w latach 60. został jednak złowiony na terenie polskich Tatr oraz po czechosłowackiej stronie w Niżnych Tatrach. Nie można więc go uznać za wschodniokarpacki endemit.